# 48. Премія «Золотий метелик»
48. Премія «Золотий метелик» (тур. 48. Altın Kelebek Ödülleri) — є сорок восьмою премією «Золотий метелик», спонсором якої є бренд Pantene, що проводиться в Туреччині.
Результати номінацій оголошені 4 грудня 2022 року.

## Телевізійні премії

### Висхідна зірка
| Рік      | Категорія      | Номінант            | Результат |
| -------- | -------------- | ------------------- | --------- |
| 2022 рік | Висхідна зірка | Су Бурджу Джошкун   | Перемога  |
| 2022 рік | Висхідна зірка | Озгю Кая            | Перемога  |
| 2022 рік | Висхідна зірка | Нільсу Берфін Акташ | Перемога  |
| 2022 рік | Висхідна зірка | Таро Емір Текін     | Перемога  |

### Телевізійні програми
| Категорія                               | Номінант                     | Оригінальна назва                                                                             | Результат |
| --------------------------------------- | ---------------------------- | --------------------------------------------------------------------------------------------- | --------- |
| Найкращий серіал                        | Вирок                        | Yargı                                                                                         | Перемога  |
| Найкращий серіал                        | Альпарслан: Великі Сельджуки | Alparslan: Büyük Selçuklu                                                                     | Номінація |
| Найкращий серіал                        | Дівчина за склом             | Camdaki Kız                                                                                   | Номінація |
| Найкращий серіал                        | Почуй мене                   | Duy Beni                                                                                      | Номінація |
| Найкращий серіал                        | Мої брати і сестри           | Kardeşlerim                                                                                   | Номінація |
| Найкращий серіал                        | Заснування: Осман            | Kuruluş Osman                                                                                 | Номінація |
| Найкращий серіал                        | Квартира невинних            | Masumlar Apartmanı                                                                            | Номінація |
| Найкращий серіал                        | Невірний                     | Sadakatsiz                                                                                    | Номінація |
| Найкращий серіал                        | Організація                  | Teşkilat                                                                                      | Номінація |
| Найкращий серіал                        | Три сестри                   | Üç Kız Kardeş                                                                                 | Номінація |
| Найкращий інтернет-серіал               | Між світом і мною            | Dünyayla Benim Aramda                                                                         | Перемога  |
| Найкращий інтернет-серіал               | -                            | Gibi                                                                                          | Номінація |
| Найкращий інтернет-серіал               | -                            | Hamlet                                                                                        | Номінація |
| Найкращий інтернет-серіал               | Втеча                        | Kaçış                                                                                         | Номінація |
| Найкращий інтернет-серіал               | Напролом                     | Kuş Uçuşu                                                                                     | Номінація |
| Найкращий інтернет-серіал               | -                            | Leyla ile Mecnun                                                                              | Номінація |
| Найкращий інтернет-серіал               | Кладовище                    | Mezarlık                                                                                      | Номінація |
| Найкращий інтернет-серіал               | Північ у Пера-палас          | Pera Palas'ta Gece Yarısı                                                                     | Номінація |
| Найкращий інтернет-серіал               | -                            | Yeşilçam                                                                                      | Номінація |
| Найкращий інтернет-серіал               | Інша я                       | Zeytin Ağacı                                                                                  | Номінація |
| Найкраща конкурсна програма             | -                            | MasterChef Türkiye                                                                            | Перемога  |
| Найкраща конкурсна програма             | -                            | 3'te 3                                                                                        | Номінація |
| Найкраща конкурсна програма             | -                            | Aileler Yarışıyor                                                                             | Номінація |
| Найкраща конкурсна програма             | -                            | Ben Bilirim                                                                                   | Номінація |
| Найкраща конкурсна програма             | -                            | Çocuktan Al Haberi                                                                            | Номінація |
| Найкраща конкурсна програма             | -                            | Gelinim Mutfakta                                                                              | Номінація |
| Найкраща конкурсна програма             | -                            | Kelime Oyunu                                                                                  | Номінація |
| Найкраща конкурсна програма             | -                            | Kim Milyoner Olmak İster?                                                                     | Номінація |
| Найкраща конкурсна програма             | -                            | Survivor Türkiye                                                                              | Номінація |
| Найкраща конкурсна програма             | -                            | Türkiye'nin Mutfağı                                                                           | Номінація |
| Найкращий комедійний серіал             | -                            | Gibi                                                                                          | Перемога  |
| Найкращий комедійний серіал             | -                            | Acans                                                                                         | Номінація |
| Найкращий комедійний серіал             | -                            | Ayak İşleri                                                                                   | Номінація |
| Найкращий комедійний серіал             | -                            | Doğu                                                                                          | Номінація |
| Найкращий комедійний серіал             | Ершан Кунері                 | Erşan Kuneri                                                                                  | Номінація |
| Найкращий комедійний серіал             | -                            | Leyla ile Mecnun                                                                              | Номінація |
| Найкращий комедійний серіал             | -                            | Seksenler                                                                                     | Номінація |
| Найкращий романтичний комедійний серіал | Любов Логіка Помста          | Aşk Mantık İntikam                                                                            | Перемога  |
| Найкращий романтичний комедійний серіал | -                            | 10 Bin Adım                                                                                   | Номінація |
| Найкращий романтичний комедійний серіал | Ой де                        | Ah Nerede                                                                                     | Номінація |
| Найкращий романтичний комедійний серіал | -                            | Bizden Olur Mu?                                                                               | Номінація |
| Найкращий романтичний комедійний серіал | -                            | İlginç Bazı Olaylar                                                                           | Номінація |
| Найкращий романтичний комедійний серіал | -                            | Orta! Kafa! Aşk!                                                                              | Номінація |
| Найкращий романтичний комедійний серіал | Красивіше за тебе            | Senden Daha Güzel                                                                             | Номінація |
| Найкращий романтичний комедійний серіал | Я сховав тебе у своєму серці | Seni Kalbime Sakladım                                                                         | Номінація |
| Найкращий романтичний комедійний серіал | Ти кохаєш                    | Seversin                                                                                      | Номінація |
| Найкраща журнальна програма             | -                            | Müge ve Gülşen'le 2. Sayfa                                                                    | Перемога  |
| Найкраща журнальна програма             | -                            | Beyaz Magazin                                                                                 | Номінація |
| Найкраща журнальна програма             | -                            | Cumartesi Sürprizi                                                                            | Номінація |
| Найкраща журнальна програма             | -                            | Gazete Magazin                                                                                | Номінація |
| Найкраща журнальна програма             | -                            | Magazin D Cumartesi                                                                           | Номінація |
| Найкраща журнальна програма             | -                            | Magazin D Yaz                                                                                 | Номінація |
| Найкраща журнальна програма             | -                            | Magazin Hattı                                                                                 | Номінація |
| Найкраща журнальна програма             | -                            | Pazar Sürprizi                                                                                | Номінація |
| Найкраща журнальна програма             | -                            | Söylemezsem Olmaz                                                                             | Номінація |
| Найкраща спортивна програма             | -                            | Yüzde Yüz Futbol — (Rıdvan Dilmen ve Murat Kosova)                                            | Перемога  |
| Найкраща спортивна програма             |                              | 90+1 (Erman Toroğlu ve Ender Bilgin)                                                          | Номінація |
| Найкраща спортивна програма             | -                            | 90'A (Cüneyt Şen, Levent Tüzemen, Kemal Belgin ve Güven Taner)                                | Номінація |
| Найкраща спортивна програма             | -                            | Avrupa Stüdyosu (Veli Yiğit ve Erbatur Ergenekon)                                             | Номінація |
| Найкраща спортивна програма             | -                            | beIN Manşet (Murat Caner ve Uğur Meleke)                                                      | Номінація |
| Найкраща спортивна програма             | -                            | beIN Süper Lig (Güntekin Onay, İlker Yağcıoğlu, Tugay Kerimoğlu, Feyyaz Uçar ve Tolga Zengin) | Номінація |
| Найкраща спортивна програма             | -                            | Orta Nokta (Erkut Öztürk, Tümer Metin, Elvir Baliç ve Erman Özgür)                            | Номінація |
| Найкраща спортивна програма             | -                            | Spor Manşet (Serkan Yetkin ve Cem Dizdar)                                                     | Номінація |
| Найкраща спортивна програма             | -                            | Stadyum (Özgür Buzbaş, Nihat Kahveci, Necati Ateş ve Kemal Aslan)                             | Номінація |
| Найкраща спортивна програма             | -                            | Trio (Lale Orta, Bülent Yıldırım ve Deniz Çoban)                                              | Номінація |
| Найкраща денна програма                 | -                            | Müge Anlı ile Tatlı Sert                                                                      | Перемога  |
| Найкраща денна програма                 |                              | Alişan ile Hayata Gülümse                                                                     | Номінація |
| Найкраща денна програма                 | -                            | Arda ile Omuz Omuza                                                                           | Номінація |
| Найкраща денна програма                 | -                            | Arda'nın Mutfağı                                                                              | Номінація |
| Найкраща денна програма                 | -                            | Burcu ile Hafta Sonu                                                                          | Номінація |
| Найкраща денна програма                 | -                            | Doya Doya Moda                                                                                | Номінація |
| Найкраща денна програма                 | -                            | Dünyayı Geziyorum                                                                             | Номінація |
| Найкраща денна програма                 | -                            | Esra Erol'da                                                                                  | Номінація |
| Найкраща денна програма                 | -                            | Yeşil Doğa                                                                                    | Номінація |
| Найкраща денна програма                 | -                            | Zuhal Topal'la Yemekteyiz                                                                     | Номінація |

### Акторська діяльність
| Категорія                              | Номінант                                               | Оригінальна назва                                       | Результат |
| -------------------------------------- | ------------------------------------------------------ | ------------------------------------------------------- | --------- |
| Найкраща акторка                       | Пінар Деніз — Вирок                                    | Pınar Deniz — Yargı                                     | Перемога  |
| Найкраща акторка                       | Афра Сарачоглу — Йешильчам                             | Afra Saraçoğlu — Yeşilçam                               | Номінація |
| Найкраща акторка                       | Бурджу Бириджик — Дівчина за склом                     | Burcu Biricik — Camdaki Kız                             | Номінація |
| Найкраща акторка                       | Джансу Дере — Невірний                                 | Cansu Dere — Sadakatsiz                                 | Номінація |
| Найкраща акторка                       | Демет Оздемір — Між світом і мною                      | Demet Özdemir — Dünyayla Benim Aramda                   | Номінація |
| Найкраща акторка                       | Деніз Байсал — Організація                             | Deniz Baysal — Teşkilat                                 | Номінація |
| Найкраща акторка                       | Деврім Озкан — Нехай життя буде таким, яким воно є     | Devrim Özkan — Gelsin Hayat Bildiği Gibi                | Номінація |
| Найкраща акторка                       | Езгі Мола — Квартира невинних                          | Ezgi Mola — Masumlar Apartmanı                          | Номінація |
| Найкраща акторка                       | Рабіа Сойтюрк — Почуй мене                             | Rabia Soytürk — Duy Beni                                | Номінація |
| Найкраща акторка                       | Су Бурджу Джошкун — Мої брати і сестри                 | Su Burcu Yazgı Çoşkun — Kardeşlerim                     | Номінація |
| Найкращий актор                        | Каан Урганджиоглу — Вирок                              | Kaan Urgancıoğlu — Yargı                                | Перемога  |
| Найкращий актор                        | Бариш Ардуч — Альпарслан: Великі Сельджуки             | Barış Arduç — Alparslan: Büyük Selçuklu                 | Номінація |
| Найкращий актор                        | Їгіт Кочак — Мої брати і сестри                        | Bilal Yiğit Koçak — Kardeşlerim                         | Номінація |
| Найкращий актор                        | Бурак Озчивіт — Заснування: Осман                      | Burak Özçivit — Kuruluş Osman                           | Номінація |
| Найкращий актор                        | Джанер Топчу — Почуй мене                              | Caner Topçu — Duy Beni                                  | Номінація |
| Найкращий актор                        | Чагатай Улусой — Йешильчам                             | Çağatay Ulusoy — Yeşilçam                               | Номінація |
| Найкращий актор                        | Чаглар Ертогрул — Організація                          | Çağlar Ertuğrul — Teşkilat                              | Номінація |
| Найкращий актор                        | Еркан Петеккая — Ця дівчина                            | Erkan Petekkaya — O Kız                                 | Номінація |
| Найкращий актор                        | Ертан Сабан — Нехай життя буде таким, яким воно є      | Ertan Saban — Gelsin Hayat Bildiği Gibi                 | Номінація |
| Найкращий актор                        | Онур Сеїт Яран — Мої брати і сестри                    | Onur Seyit Yaran — Kardeşlerim                          | Номінація |
| Найкраща акторка у комедійному серіалі | Езгі Мола — Ершан Кунері                               | Ezgi Mola — Erşan Kuneri                                | Перемога  |
| Найкраща акторка у комедійному серіалі | Алгі Еке — Acans                                       | Algı Eke — Acans                                        | Номінація |
| Найкраща акторка у комедійному серіалі | Çok Güzel Hareketler 2 — Ekibi                         | Çok Güzel Hareketler 2 — Ekibi                          | Номінація |
| Найкраща акторка у комедійному серіалі | Дерья Алабора — Acans                                  | Derya Alabora — Acans                                   | Номінація |
| Найкраща акторка у комедійному серіалі | Güldür Güldür Show Ekibi                               | Güldür Güldür Show Ekibi                                | Номінація |
| Найкраща акторка у комедійному серіалі | Меліса Бербероглу — Acans                              | Melisa Berberoğlu — Acans                               | Номінація |
| Найкраща акторка у комедійному серіалі | Мерве Диздар — Ершан Кунері                            | Merve Dizdar — Erşan Kuneri                             | Номінація |
| Найкраща акторка у комедійному серіалі | Нілпері Шахінкая — Ершан Кунері                        | Nilperi Şahinkaya — Erşan Kuneri                        | Номінація |
| Найкраща акторка у комедійному серіалі | Seksenler Ekibi                                        | Seksenler Ekibi                                         | Номінація |
| Найкращий актор у комедійному серіалі  | Фейяз Йигит — Gibi                                     | Feyyaz Yiğit — Gibi                                     | Перемога  |
| Найкращий актор у комедійному серіалі  | Джан Сертач Адалійер — Acans                           | Can Sertaç Adalıer — Acans                              | Номінація |
| Найкращий актор у комедійному серіалі  | Чаглар Чорумлу- Ayak İşleri                            | Çağlar Çorumlu — Ayak İşleri                            | Номінація |
| Найкращий актор у комедійному серіалі  | Догу Деміркол — Схід                                   | Doğu Demirkol — Doğu                                    | Номінація |
| Найкращий актор у комедійному серіалі  | Güldür Güldür Show Ekibi                               | Güldür Güldür Show Ekibi                                | Номінація |
| Найкращий актор у комедійному серіалі  | Ківанч Кілінч — Схід                                   | Kıvanç Kılınç — Gibi                                    | Номінація |
| Найкращий актор у комедійному серіалі  | Seksenler Ekibi                                        | Seksenler Ekibi                                         | Номінація |
| Найкращий актор у комедійному серіалі  | Зафер Альґьоз — Ершан Кунері                           | Zafer Algöz — Erşan Kuneri                              | Номінація |
| Найкраща акторка романтичної комедії   | Ілайда Алішан — Ти кохаєш                              | İlayda Alişan — Seversin                                | Перемога  |
| Найкраща акторка романтичної комедії   | Асена Кескинджи — Ой де                                | Asena Keskinci — Ah Nerede                              | Номінація |
| Найкраща акторка романтичної комедії   | Джемре Ебюззия — Деякі цікаві події                    | Cemre Ebüzziya — İlginç Bazı Olaylar                    | Номінація |
| Найкраща акторка романтичної комедії   | Деніз Ішин — Це від нас?                               | Deniz Işın — Bizden Olur Mu?                            | Номінація |
| Найкраща акторка романтичної комедії   | Девін Озгюр Чинар — 10 тисяч кроків                    | Devin Özgün Çınar — 10 Bin Adım                         | Номінація |
| Найкраща акторка романтичної комедії   | Фюсун Демірел — Деякі цікаві події                     | Füsun Demirel — İlginç Bazı Olaylar                     | Номінація |
| Найкраща акторка романтичної комедії   | Мелис Бабадаг — Деякі цікаві події                     | Melis Babadağ — İlginç Bazı Olaylar                     | Номінація |
| Найкраща акторка романтичної комедії   | Нергіс Кумбасар — Ти кохаєш                            | Nergis Kumbasar — Seversin                              | Номінація |
| Найкраща акторка романтичної комедії   | Ніл Кесер — Ой де                                      | Nil Keser — Ah Nerede                                   | Номінація |
| Найкраща акторка романтичної комедії   | Севда Ергінджі — Я сховав тебе у своєму серці          | Sevda Erginci — Seni Kalbime Sakladım                   | Номінація |
| Найкращий актор романтичної комедії    | Бурак Йорук — Ти кохаєш                                | Burak Yörük — Seversin                                  | Перемога  |
| Найкращий актор романтичної комедії    | Джан Сипахи — Середина! Керівник! Любов!               | Can Sipahi — Orta! Kafa! Aşk!                           | Номінація |
| Найкращий актор романтичної комедії    | Екін Мерт Даймаз — Я сховав тебе у своєму серці        | Ekin Mert Daymaz — Seni Kalbime Sakladım                | Номінація |
| Найкращий актор романтичної комедії    | Енґін Ґюнайдін — 10 тисяч кроків                       | Engin Günaydın — 10 Bin Adım                            | Номінація |
| Найкращий актор романтичної комедії    | Феріт Актуг — Ой де                                    | Ferit Aktuğ — Ah Nerede                                 | Номінація |
| Найкращий актор романтичної комедії    | Ібрагім Бююкак — Деякі цікаві події                    | İbrahim Büyükak — İlginç Bazı Olaylar                   | Номінація |
| Найкращий актор романтичної комедії    | Октай Чубук — Ой де                                    | Oktay Çubuk — Ah Nerede                                 | Номінація |
| Найкращий актор романтичної комедії    | Сарп Бозкурт — Це від нас?                             | Sarp Bozkurt — Bizden Olur Mu?                          | Номінація |
| Найкращий актор романтичної комедії    | Зафер Альґьоз — Деякі цікаві події                     | Zafer Algöz — İlginç Bazı Olaylar                       | Номінація |
| Найкраща пара серіалу                  | Су Бурджу Джошкун, Онур Сеит Яран — Мої брати і сестри | Su Burcu Yazgı Coşkun ve Onur Seyit Yaran — Kardeşlerim | Перемога  |
| Найкраща пара серіалу                  | Аслихан Гюрбюз, Биркан Сокуллу — Квартира невинних     | Aslıhan Gürbüz ve Birkan Sokullu — Masumlar Apartmanı   | Номінація |
| Найкраща пара серіалу                  | Бурджу Бириджик, Джихангір Джейхан — Дівчина за склом  | Burcu Biricik ve Cihangir Ceyhan — Camdaki Kız          | Номінація |
| Найкраща пара серіалу                  | Демет Оздемір, Бугра Гюльсой — Між світом і мною       | Demet Özdemir ve Buğra Gülsoy — Dünyayla Benim Aramda   | Номінація |
| Найкраща пара серіалу                  | Деніз Байсал, Чаглар Ертогрул — Організація            | Deniz Baysal ve Çağlar Ertuğrul — Teşkilat              | Номінація |
| Найкраща пара серіалу                  | Ебру Шахін, Едип Тепели — Легенда                      | Ebru Şahin ve Edip Tepeli — Destan                      | Номінація |
| Найкраща пара серіалу                  | Ілайда Алішан, Бурак Йорук — Ти кохаєш                 | İlayda Alişan ve Burak Yörük — Seversin                 | Номінація |
| Найкраща пара серіалу                  | Пінар Деніз, Каан Урганджиоглу — Вирок                 | Pınar Deniz ve Kaan Urgancıoğlu — Yargı                 | Номінація |
| Найкраща пара серіалу                  | Рабіа Сойтюрк, Джанер Топчу — Почуй мене               | Rabia Soytürk ve Caner Topçu — Duy Beni                 | Номінація |
| Найкраща пара серіалу                  | Ягмур Танрісевсін, Гекхан Алкан — Серцева рана         | Yağmur Tanrısevsin ve Gökhan Alkan — Kalp Yarası        | Номінація |
| Найкращий дитячий актор / акторка      | Азра Аксу — Промінчик світла                           | Azra Aksu — Bir Küçük Gün Işığı                         | Перемога  |
| Найкращий дитячий актор / акторка      | Ахмет Омер Акінер — Клятва                             | Ahmet Ömer Akıner — Yemin                               | Номінація |
| Найкращий дитячий актор / акторка      | Аля Суде Мазак — В'язень                               | Alya Sude Mazak — Mahkum                                | Номінація |
| Найкращий дитячий актор / акторка      | Айлин Акпинар — Мої брати і сестри                     | Aylin Akpınar — Kardeşlerim                             | Номінація |
| Найкращий дитячий актор / акторка      | Чаган Ефе Ак — Лучник Іскендер                         | Çağan Efe Ak — Tozkoparan İskender                      | Номінація |
| Найкращий дитячий актор / акторка      | Емір Каан Озкан — Мій син                              | Emir Kaan Özkan — Oğlum                                 | Номінація |
| Найкращий дитячий актор / акторка      | Геце Ішик Демірель — Моя дорога мама                   | Gece Işık Demirel — Canım Annem                         | Номінація |
| Найкращий дитячий актор / акторка      | Кузей Гезер — Заборонене яблуко                        | Kuzey Gezer — Yasak Elma                                | Номінація |
| Найкращий дитячий актор / акторка      | Лея Киршан — Лучник Іскендер                           | Leyla Kırşan — Tozkoparan İskender                      | Номінація |
| Найкращий дитячий актор / акторка      | Ягіз Сайлаг — Батько                                   | Yağız Saylağ — Baba                                     | Номінація |

### Творчі категорії
| Категорія          | Номінант                                                                | Оригінальна назва                                                           | Результат |
| ------------------ | ----------------------------------------------------------------------- | --------------------------------------------------------------------------- | --------- |
| Кращий режисер     | Алі Білгін — Вирок                                                      | Ali Bilgin — Yargı                                                          | Перемога  |
| Кращий режисер     | Абдулла Огуз — Кладовище                                                | Abdullah Oğuz — Mezarlık                                                    | Номінація |
| Кращий режисер     | Ахмет Йилмаз — Заснування: Осман                                        | Ahmet Yılmaz — Kuruluş Osman                                                | Номінація |
| Кращий режисер     | Алі Балчі — Почуй мене                                                  | Ali Balcı — Duy Beni                                                        | Номінація |
| Кращий режисер     | Алтан Донмез — Нехай життя буде таким, яким воно є                      | Altan Dönmez — Gelsin Hayat Bildiği Gibi                                    | Номінація |
| Кращий режисер     | Бурак Арлbель — Організація                                             | Burak Arlıel — Teşkilat                                                     | Номінація |
| Кращий режисер     | Бурку Алптекин — Інша я                                                 | Burcu Alptekin — Zeytin Ağacı                                               | Номінація |
| Кращий режисер     | Еда Тексоз — Три сестри                                                 | Eda Teksöz — Üç Kız Kardeş                                                  | Номінація |
| Кращий режисер     | Хюля Гезер — Між світом і мною                                          | Hülya Gezer — Dünyayla Benim Aramda                                         | Номінація |
| Кращий режисер     | Серкан Биринджи — Мої брати і сестри                                    | Serkan Birinci — Kardeşlerim                                                | Номінація |
| Найкращий сценарій | Сема Ергенекон — Вирок                                                  | Sema Ergenekon — Yargı                                                      | Перемога  |
| Найкращий сценарій | Алі Доганчай — Втеча                                                    | Ali Doğançay — Kaçış                                                        | Номінація |
| Найкращий сценарій | Айшин Акбулут, Рана Денізер, Неджаті Шахін, Серкан Йорук — Клуб         | Ayşin Akbulut, Rana Denizer, Necati Şahin, Serkan Yörük — Kulüp             | Номінація |
| Найкращий сценарій | Бетул Ягсаган, Севгі Їлмаз, Нілюфер Озчелік, Джейлан Гюлеч — Три сестри | Betül Yağsağan, Sevgi Yılmaz, Nilüfer Özçelik, Ceylan Güleç — Üç Kız Kardeş | Номінація |
| Найкращий сценарій | Біроль Гювен — Вісімдесяті                                              | Birol Güven — Seksenler                                                     | Номінація |
| Найкращий сценарій | Бурак Аксак — Лейла і Меджнун                                           | Burak Aksak — Leyla ile Mecnun                                              | Номінація |
| Найкращий сценарій | Фейяз Їгіт, Азіз Кеді — Gibi                                            | Feyyaz Yiğit, Aziz Kedi — Gibi                                              | Номінація |
| Найкращий сценарій | Гані Мюжде — Нехай життя буде таким, яким воно є                        | Gani Müjde — Gelsin Hayat Bildiği Gibi                                      | Номінація |
| Найкращий сценарій | Макбуле Косіф — Почуй мене                                              | Makbule Kosif — Duy Beni                                                    | Номінація |
| Найкращий сценарій | Седа Алтайли Тургутлу, Єшим Аслан — Дівчина за склом                    | Seda Altaylı Turgutlu, Yeşim Aslan — Camdaki Kız                            | Номінація |

### Ведучі
| Категорія         | Номінант           | Оригінальна назва                              | Результат |
| ----------------- | ------------------ | ---------------------------------------------- | --------- |
| Найкраща ведуча   | Мюге Анли          | Müge Anlı — Müge Anlı ile Tatlı Sert           | Перемога  |
| Найкращий ведучий | Кенан Імірзалиоглу | Kenan İmirzalıoğlu — Kim Milyoner Olmak İster? | Перемога  |

### Нагороди цифрових медіа
| Категорія                  | Номінант | Оригінальна назва                            | Результат |
| -------------------------- | -------- | -------------------------------------------- | --------- |
| Найкращий цифровий контент | -        | Hasan Can Kaya — Konuşanlar (Exxen)          | Перемога  |
| Топ Youtuber               | -        | Noluyo Ya¿ (Ceyda Kasabalı & Fırat Albayram) | Перемога  |
| Найкращий Twitch стрімер   | -        | -                                            | Перемога  |
| Найкращий інфлюенсер       | -        | Noluyo Ya¿ (Ceyda Kasabalı & Fırat Albayram) | Перемога  |

### Музичні нагороди
| Категорія                         | Номінант                  | Оригінальна назва         | Результат |
| --------------------------------- | ------------------------- | ------------------------- | --------- |
| Найкращий співак                  | Едіс                      | Edis                      | Перемога  |
| Найкраща співачка                 | Зейнеп Бастик             | Zeynep Bastık             | Перемога  |
| Найкраща співачка у стилі фентезі | Ебру Яшар                 | Ebru Yaşar                | Перемога  |
| Найкращий співак у стилі фентезі  | Білал Сонсес              | Bilal Sonses              | Перемога  |
| Найкраща співачка народної музики | Шеввал Сам                | Şevval Sam                | Перемога  |
| Найкращий співак народної музики  | Ресул Діндар              | Resul Dindar              | Перемога  |
| Найкращий репер                   | Sefo                      | Sefo                      | Перемога  |
| Прорив року                       | Köfn                      | Köfn                      | Перемога  |
| Найкраща пісня                    | Bi Tek Ben Anlarım — Köfn | Bi Tek Ben Anlarım — Köfn | Перемога  |
| Найкраща музична група            | Dedublüman                | Dedublüman                | Перемога  |